# Copiphora gracilis
Copiphora gracilis är en insektsart som beskrevs av Scudder, S.H. 1869. Copiphora gracilis ingår i släktet Copiphora och familjen vårtbitare. Inga underarter finns listade i Catalogue of Life.